# 小池田冨男
小池田 冨男（こいけだ とみお、1949年 - ）は、日本の経済学者。前流通経済大学学長。石川県出身。専攻は経済学史。

## 経歴
- 1976年（昭和51年） 東京大学大学院経済学研究科博士課程満期退学
- 1976年（昭和51年） 流通経済大学経済学部専任講師
- 1988年（昭和63年） 流通経済大学経済学部教授
- 2001年（平成13年） 流通経済大学経済学部長（2005年3月まで）、学校法人日通学園 理事（2015年(平成27年)3月まで）
- 2008年（平成20年） 流通経済大学学長（2015年(平成27年)3月まで）
- 2015年（平成27年） 流通経済大学経済学部教授(2019年(平成31年)3月まで)[1]

## 単著
- 「貨幣と市場の経済思想史―イギリス近代経済思想の研究」(流通経済大学出版会)2009年,ISBN 978-4947553485

## 共著
- 「経済学の古典（上）」（有斐閣）
- 「市場社会論の構想」（社会評論社）1995年[2]
- 「経済思想史辞典」（丸善）

## 主論文
- 「世界貨幣の理論」（「経営論集」（明治大学経営学研究所））1984年, NAID 40000836810,p79-95
- 「資本と商品流通 - 市場社会の構成原理」（「流通経済大学論集」（流通経済大学学術研究会））,1987年,NAID 110007188204,p1-20
- 「「経済的自由」の思想と論理 - 市場社会と自由の原理」（「流通経済大学論集」（流通経済大学学術研究会））,1988年,NAID 120006219164,p1-17

など

## 公的な職務
- 茨城県圏央道沿線地域産業・交流活性化協議会委員
- 財団法人龍ケ崎市開発公社 理事
- 財団法人日本ユニセフ協会茨城県支部 評議員